# Delfa Ivanić
Delfa Ivanić, född 1881, död 1972, var en serbisk målare, filantrop och feminist. 
Hon tillhörde grundarna av Circle of Serbian Sisters, och tillhörde dess mest uppmärksammade medlemmar.